# كأس الإمبراطور 1992
كأس الإمبراطور 1992 (باليابانية: 第72回天皇杯全日本サッカー選手権大会) هو الموسم 72 من كأس إمبراطور اليابان. أشرف على تنظيمه اتحاد اليابان لكرة القدم، وكان عدد الأندية المشاركة فيه 32، وفاز فيه يوكوهاما مارينوس.